# Krovna ljepenka
Krovna ljepenka izrađuje se kao sirova pustena ljepenka gramature od 333 do 500 g/m2, koja je impregnirana katranom ili bitumenom. U prodaju dolazi u koturima i upotrebljava se kao hidroizolacijski materijal u građevinarstvu.

## Bitumen
U užem (tehničkom) smislu, bitumen je naziv za asfaltni bitumen, crnu, ljepljivu, čvrstu ili polučvrstu masu koja se sastoji od ugljikovodika i njihovih nemetalnih derivata; topljiva je u ugljikovom disulfidu, a nalazi se u prirodi ili se dobiva preradbom nafte. Tehnički bitumen dobiva se kao ostatak destilacije ili rafinacije nafte ili je pak proizvod obradbe naftnih derivata. Najveći se dio bitumena troši u cestogradnji za izradbu asfaltnih kolnika, aerodromskih pista i pločnika (cestovni bitumen) te u građevinarstvu za hidroizolaciju (temelja, zidova, krovova), oblaganje kanala hidroobjekata, zalijevanje betonskih reški i drugo. Dio bitumena troši se i prerađuje u industriji (industrijski bitumen), na primjer za zalijevanje baterija i kabela, u proizvodnji boja i lakova, te za zaštitu od korozije.

### Bitumenski papir
Bitumenski papir je višeslojni papir slijepljen bitumenom i ojačan tekstilnim nitima, a koristi se u građevinarstvu.

## Katran
Katran (tur. od arap.: qaṭrān) je gust, tekući ili polučvrsti, crni do smeđi proizvod suhe destilacije prirodnih goriva (drva, treseta, smeđeg i kamenog ugljena) i nekih drugih organskih tvari. Katran je po kemijskom sastavu to je smjesa ugljikovodika i njihovih derivata. Količina i kvaliteta katrana ovise ponajprije o temperaturi na kojoj se obavlja suha destilacija te o vrsti i kvaliteti sirovine. Industrijski se proizvodi katran kamenog i smeđeg ugljena te drvni katran. Najvažniji je katran kamenog ugljena. Glavni su proizvođači zemlje s razvijenom industrijom prirodnoga plina i koksa (SAD, Rusija, Kanada, Velika Britanija, Francuska, Nizozemska, Njemačka).